# Sulfuri (grupă de minerale)
Grupa sulfurilor este o grupă de minerale caracterizată prin legăturile moleculare foarte simple dintre atomul de sulf și celălalt element. 

## Caracteristici
Sulfurile împrumută adesea caracteristicile metalului pe care îl conțin, fiind bune conductoare de electricitate și având luciul caracteristic al metalelor. Adesea, culoarea sulfurilor este albă-argintie, aurie sau arămie, fiind întâlnite și tente ale acestor culori. O altă caracteristică a sulfurilor este greutatea specifică ridicată duritatea redusă. 

## Subgrupe
Grupa sulfurilor se împarte în mai multe subgrupe:
- Sulfuri
- Seleniuri
- Telururi
- Arseniuri